# Olympische Sommerspiele 1976/Teilnehmer (Japan)
| Gelbes Symbol für Goldmedaillen mit stilisierten Olympischen Ringen | Graues Symbol für Silbermedaillen mit stilisierten Olympischen Ringen | Braundes Symbol für Bronzemedaillen mit stilisierten Olympischen Ringen |
| ------------------------------------------------------------------- | --------------------------------------------------------------------- | ----------------------------------------------------------------------- |
| 9                                                                   | 6                                                                     | 10                                                                      |

Japan nahm an den Olympischen Sommerspielen 1976 in Montreal mit einer Delegation von 213 Athleten (153 Männer und 60 Frauen) an 119 Wettkämpfen in 20 Sportarten teil.
Die japanischen Sportler gewannen neun Gold-, sechs Silber- und zehn Bronzemedaillen, womit Japan den fünften Platz im Medaillenspiegel belegte. Erfolgreichste Teilnehmer waren die beiden Turner Sawao Katō und Mitsuo Tsukahara, die jeweils zweifache Olympiasieger wurden und auch weitere Silber- und Bronzemedaillen gewannen. Fahnenträger bei der Eröffnungsfeier war der Volleyballspieler Katsutoshi Nekoda.

## Teilnehmer nach Sportarten

### Basketball
Männer
- 11. Platz
Shigeaki Abe
Nobuo Chigusa
Yutaka Fujimoto
Hideki Hamaguchi
Norihiko Kitahara
Kiyohide Kuwata
Satoshi Mori
Hirofumi Numata
Fumio Saitō
Shigeto Shimizu
Kōji Yamamoto
Shōji Yūki

Frauen
- 5. Platz
Kazuko Kadoya
Kazuyo Hayashida
Keiko Namai
Kimi Wakitashiro
Kimiko Hashimoto
Mieko Fukui
Miho Matsuoka
Misako Satake
Miyako Ōtsuka
Reiko Aonuma
Sachiyo Yamamoto
Teruko Miyamoto

### Bogenschießen
Männer
- Hiroshi Michinaga
Einzel: Silber

- Takanobu Nishi
Einzel: 8. Platz

Frauen
- Minako Satō
Einzel: 14. Platz

- Kyōko Yamazaki
Einzel: 26. Platz

### Boxen
- Noboru Uchiyama
Halbfliegengewicht: in der 1. Runde ausgeschieden

- Toshinori Koga
Fliegengewicht: im Achtelfinale ausgeschieden

- Hitoshi Ishigaki
Bantamgewicht: im Achtelfinale ausgeschieden

- Yukio Odagiri
Federgewicht: im Achtelfinale ausgeschieden

- Yukio Segawa
Leichtgewicht: in der 1. Runde ausgeschieden

- Yoshifumi Seki
Weltergewicht: im Achtelfinale ausgeschieden

### Fechten
Männer
- Masanori Kawatsu
Florett: 29. Platz
Florett Mannschaft: 9. Platz

- Noriyuki Satō
Florett: 30. Platz
Florett Mannschaft: 9. Platz

- Toshio Jingū
Florett: 36. Platz
Florett Mannschaft: 9. Platz

- Hideaki Kamei
Florett Mannschaft: 9. Platz

Frauen
- Hideko Oka
Florett: 33. Platz
Florett Mannschaft: 9. Platz

- Yukari Kajihara
Florett: 40. Platz
Florett Mannschaft: 9. Platz

- Mariko Yoshikawa
Florett: 46. Platz
Florett Mannschaft: 9. Platz

- Hiroko Kamada
Florett Mannschaft: 9. Platz

### Gewichtheben
- Masatomo Takeuchi
Fliegengewicht: 4. Platz

- Takeshi Horikoshi
Fliegengewicht: Wettkampf nicht beendet

- Kenkichi Andō
Bantamgewicht: Bronze

- Jiro Hosotani
Bantamgewicht: Wettkampf nicht beendet

- Kazumasa Hirai
Federgewicht: Bronze

- Takashi Saitō
Federgewicht: 4. Platz

- Yatsuo Shimaya
Leichtgewicht: 5. Platz

- Yūsaku Ono
Leichtgewicht: Wettkampf nicht beendet

- Sueo Fujishiro
Halbschwergewicht: 7. Platz

### Handball
Männer
- 9. Platz
Hiroshi Hanawa
Hiroshi Honda
Ken’ichi Sasaki
Kenji Fujinaka
Kōzō Matsubara
Masaki Shibata
Minoru Kino
Satoshi Kikuchi
Seimei Gamō
Takezō Nakai
Toyohiko Hozumi
Yōji Satō

Frauen
- 5. Platz
Eiko Kawada
Emiko Yamashita
Hiroko Kosahara
Hitomi Matsushita
Kuriko Komori
Mihoko Hozumi
Mikiko Katō
Nanami Kino
Natsue Shimada
Shōko Wada
Terumi Kurata
Tokuko Kubo

### Judo
- Yoshiha Minami
Leichtgewicht: 12. Platz

- Kōji Kuramoto
Halbmittelgewicht: Silber

- Isamu Sonoda
Mittelgewicht: Gold

- Kazuhiro Ninomiya
Halbschwergewicht: Gold

- Sumio Endō
Schwergewicht: Bronze

- Haruki Uemura
Offene Klasse: Gold

### Kanu
Männer
- Atsunobu Ogata
Einer-Canadier 500 m: im Viertelfinale ausgeschieden
Zweier-Canadier 500 m: im Viertelfinale ausgeschieden
Zweier-Canadier 1000 m: im Halbfinale ausgeschieden

- Mitsuo Nakanishi
Einer-Canadier 1000 m: im Viertelfinale ausgeschieden

- Mitsuhide Hata
Zweier-Canadier 500 m: im Viertelfinale ausgeschieden
Zweier-Canadier 1000 m: im Halbfinale ausgeschieden

### Leichtathletik
Männer
- Masahide Jinno
100 m: im Vorlauf ausgeschieden

- Toshiaki Kamata
5000 m: im Vorlauf ausgeschieden
10.000 m: im Vorlauf ausgeschieden

- Shigeru Sō
Marathon: 20. Platz

- Noriyasu Mizukami
Marathon: 21. Platz

- Akio Usami
Marathon: 32. Platz

- Takaharu Koyama
3000 m Hindernis: im Vorlauf ausgeschieden

- Yoshio Morikawa
20 km Gehen: 34. Platz

- Katsumi Fukura
Hochsprung: 17. Platz

- Kazunori Koshikawa
Hochsprung: 19. Platz

- Itsuo Takanezawa
Stabhochsprung: 8. Platz

- Yoshiomi Iwama
Stabhochsprung: ohne gültigen Versuch

- Toshiaki Inoue
Dreisprung: 16. Platz

- Shigenobu Murofushi
Hammerwurf: 11. Platz

Frauen
- Mikiko Sone
Hochsprung: 27. Platz

- Sumie Awara
Weitsprung: 21. Platz

### Moderner Fünfkampf
- Shōji Uchida
Einzel: 31. Platz
Mannschaft: 12. Platz

- Akira Kubo
Einzel: 37. Platz
Mannschaft: 12. Platz

- Hiroyuki Kawazoe
Einzel: 40. Platz
Mannschaft: 12. Platz

### Radsport
- Yoshikazu Chō
Bahn Sprint: 6. Platz
Bahn 1000 m Zeitfahren: 17. Platz

- Yōichi Machishima
Bahn 4000 m Einerverfolgung: 15. Platz
Bahn 4000 m Mannschaftsverfolgung: 14. Platz

- Tadashi Ogasawara
Bahn 4000 m Mannschaftsverfolgung: 14. Platz

- Yoshiaki Ogasawara
Bahn 4000 m Mannschaftsverfolgung: 14. Platz

- Tsutomu Okabori
Bahn 4000 m Mannschaftsverfolgung: 14. Platz

### Reiten
- Hirokazu Higashira
Springreiten: 30. Platz
Springreiten Mannschaft: 13. Platz

- Tsunekazu Takeda
Springreiten: 39. Platz
Springreiten Mannschaft: 13. Platz

- Ryūichi Obata
Springreiten: 42. Platz
Springreiten Mannschaft: 13. Platz

- Masayasu Sugitani
Springreiten Mannschaft: 13. Platz

- Gen Ueda
Vielseitigkeit: ausgeschieden
Vielseitigkeit Mannschaft: ausgeschieden

- Kenkichi Ishiguro
Vielseitigkeit: ausgeschieden
Vielseitigkeit Mannschaft: ausgeschieden

- Kenji Etō
Vielseitigkeit: ausgeschieden
Vielseitigkeit Mannschaft: ausgeschieden

### Ringen
- Yoshite Moriwaki
Papiergewicht, griechisch-römisch: 4. Platz

- Kōichirō Hirayama
Fliegengewicht, griechisch-römisch: Bronze

- Yoshima Suga
Bantamgewicht, griechisch-römisch: 4. Platz

- Teruhiko Miyahara
Federgewicht, griechisch-römisch: 4. Platz

- Takeshi Kobayashi
Leichtgewicht, griechisch-römisch: in der 3. Runde ausschieden

- Yasuo Nagatomo
Weltergewicht, griechisch-römisch: in der 3. Runde ausschieden

- Kazuhiro Takanishi
Mittelgewicht, griechisch-römisch: 6. Platz

- Sadao Satō
Halbschwergewicht, griechisch-römisch: 7. Platz

- Yasunari Akiyama
Schwergewicht, griechisch-römisch: in der 2. Runde ausschieden

- Seiji Matsunaga
Superschwergewicht, griechisch-römisch: in der 2. Runde ausschieden

- Akira Kudō
Papiergewicht, Freistil: Bronze

- Yūji Takada
Fliegengewicht, Freistil: Gold

- Masao Arai
Bantamgewicht, Freistil: Bronze

- Kenkichi Maekawa
Federgewicht, Freistil: 7. Platz

- Yasaburo Sugawara
Leichtgewicht, Freistil: Bronze

- Jiichirō Date
Weltergewicht, Freistil: Gold

- Masaru Motegi
Mittelgewicht, Freistil: 8. Platz

- Yoshiaki Yatsu
Halbschwergewicht, Freistil: in der 4. Runde ausschieden

- Kazuo Shimizu
Schwergewicht, Freistil: 6. Platz

- Yorihide Isogai
Superschwergewicht, Freistil: 6. Platz

### Rudern
Männer
- Shigeru Miyagawa
Achter mit Steuermann: 11. Platz

- Toshihai Kitaura
Achter mit Steuermann: 11. Platz

- Masanobu Yamamoto
Achter mit Steuermann: 11. Platz

- Takashi Murayama
Achter mit Steuermann: 11. Platz

- Hiroshi Toriba
Achter mit Steuermann: 11. Platz

- Kenji Kaneyasu
Achter mit Steuermann: 11. Platz

- Tomiaki Iso
Achter mit Steuermann: 11. Platz

- Shirō Mataki
Achter mit Steuermann: 11. Platz

- Akio Kakishita
Achter mit Steuermann: 11. Platz

### Schießen
- Takeo Kamachi
Schnellfeuerpistole 25 m: 12. Platz

- Kanji Kubo
Schnellfeuerpistole 25 m: 20. Platz

- Shigetoshi Tashiro
Freie Pistole 50 m: 21. Platz

- Masanobu Ōhata
Freie Pistole 50 m: 28. Platz

- Kaoru Matsuo
Kleinkalibergewehr Dreistellungskampf 50 m: 41. Platz
Kleinkalibergewehr liegend 50 m: 68. Platz

- Michiha Ozaki
Kleinkalibergewehr Dreistellungskampf 50 m: 44. Platz

- Sachio Hosokawa
Kleinkalibergewehr liegend 50 m: 31. Platz

- Jitsuka Matsuoka
Trap: 16. Platz

- Toshiyasu Ishige
Trap: 18. Platz

- Kazuyo Katō
Skeet: 35. Platz

- Tarō Asō
Skeet: 41. Platz

### Schwimmen
Männer
- Kōzō Higuchi
100 m Freistil: im Vorlauf ausgeschieden

- Tsuyoshi Yanagidate
200 m Freistil: im Vorlauf ausgeschieden
400 m Lagen: im Vorlauf ausgeschieden
4-mal-100-Meter-Lagen-Staffel: 8. Platz

- Tadashi Honda
100 m Rücken: im Vorlauf ausgeschieden
4-mal-100-Meter-Lagen-Staffel: 8. Platz

- Nobutaka Taguchi
100 m Brust: im Halbfinale ausgeschieden
200 m Brust: im Vorlauf ausgeschieden
4-mal-100-Meter-Lagen-Staffel: 8. Platz

- Tateki Shin’ya
100 m Brust: im Vorlauf ausgeschieden
200 m Brust: im Vorlauf ausgeschieden

- Hideaki Hara
100 m Schmetterling: 7. Platz
200 m Schmetterling: im Vorlauf ausgeschieden
4-mal-100-Meter-Lagen-Staffel: 8. Platz

- Shinsuke Kayama
100 m Schmetterling: im Vorlauf ausgeschieden
200 m Schmetterling: im Vorlauf ausgeschieden

Frauen
- Sachiko Yamazaki
100 m Freistil: im Vorlauf ausgeschieden
4-mal-100-Meter-Lagen-Staffel: 7. Platz

- Yoshimi Nishigawa
100 m Rücken: im Halbfinale ausgeschieden
200 m Rücken: im Vorlauf ausgeschieden
4-mal-100-Meter-Lagen-Staffel: 7. Platz

- Naoko Miura
100 m Rücken: im Vorlauf ausgeschieden
200 m Rücken: im Vorlauf ausgeschieden

- Toshiko Haruoka
100 m Brust: im Vorlauf ausgeschieden
200 m Brust: im Vorlauf ausgeschieden
4-mal-100-Meter-Lagen-Staffel: 7. Platz

- Kazuyo Inaba
100 m Brust: im Vorlauf ausgeschieden
200 m Brust: im Vorlauf ausgeschieden

- Chiharu Mori
200 m Brust: im Vorlauf ausgeschieden

- Yasue Hatsuda
100 m Schmetterling: im Vorlauf ausgeschieden
200 m Schmetterling: im Vorlauf ausgeschieden
4-mal-100-Meter-Lagen-Staffel: 7. Platz

- Kuniko Banno
100 m Schmetterling: im Vorlauf ausgeschieden
200 m Schmetterling: im Vorlauf ausgeschieden

### Segeln
- Takaharu Hirozawa
Finn-Dinghy: 21. Platz

- Kazunori Komatsu
470er: 10. Platz

- Mitsushi Kuroda
470er: 10. Platz

- Kazuo Hanaoka
Flying Dutchman: 18. Platz

- Takumi Horiuchi
Flying Dutchman: 18. Platz

### Turnen
Männer
- Sawao Katō
Einzelmehrkampf: Silber 
Boden: 5. Platz
Pferdsprung: 7. Platz
Barren: Gold 
Reck: 4. Platz in der Qualifikation[1]
Ringe: 6. Platz
Seitpferd: 5. Platz
Mannschaftsmehrkampf: Gold

- Mitsuo Tsukahara
Einzelmehrkampf: Bronze 
Boden: 8. Platz
Pferdsprung: Silber 
Barren: Bronze 
Reck: Gold 
Ringe: 9. Platz
Seitpferd: 8. Platz
Mannschaftsmehrkampf: Gold

- Hiroshi Kajiyama
Einzelmehrkampf: 5. Platz
Boden: 12. Platz
Pferdsprung: Bronze 
Barren: 3. Platz in der Qualifikation[1]
Reck: 9. Platz
Ringe: 12. Platz
Seitpferd: 7. Platz
Mannschaftsmehrkampf: Gold

- Eizō Kenmotsu
Einzelmehrkampf: 6. Platz in der Qualifikation[2]
Boden: 6. Platz
Pferdsprung: 15. Platz
Barren: 17. Platz
Reck: Silber 
Ringe: 5. Platz
Seitpferd: Silber 
Mannschaftsmehrkampf: Gold

- Hisato Igarashi
Einzelmehrkampf: 15. Platz
Boden: 29. Platz
Pferdsprung: 19. Platz
Barren: 9. Platz
Reck: 3. Platz in der Qualifikation[1]
Ringe: 29. Platz
Seitpferd: 11. Platz
Mannschaftsmehrkampf: Gold

- Shun Fujimoto
Einzelmehrkampf: 89. Platz
Boden: 14. Platz
Pferdsprung: 90. Platz
Barren: 90. Platz
Reck: 88. Platz
Ringe: 15. Platz
Seitpferd: 29. Platz
Mannschaftsmehrkampf: Gold

Frauen
- Miyuki Matsuhisa-Hironaka
Einzelmehrkampf: 20. Platz
Boden: 37. Platz
Pferdsprung: 25. Platz
Stufenbarren: 41. Platz
Schwebebalken: 25. Platz
Mannschaftsmehrkampf: 8. Platz

- Satoko Okazaki
Einzelmehrkampf: 30. Platz
Boden: 31. Platz
Pferdsprung: 22. Platz
Stufenbarren: 33. Platz
Schwebebalken: 30. Platz
Mannschaftsmehrkampf: 8. Platz

- Nobue Yamazaki
Einzelmehrkampf: 54. Platz
Boden: 34. Platz
Pferdsprung: 58. Platz
Stufenbarren: 45. Platz
Schwebebalken: 34. Platz
Mannschaftsmehrkampf: 8. Platz

- Chieko Kikkawa
Einzelmehrkampf: 53. Platz
Boden: 44. Platz
Pferdsprung: 28. Platz
Stufenbarren: 58. Platz
Schwebebalken: 68. Platz
Mannschaftsmehrkampf: 8. Platz

- Sakiko Nozawa
Einzelmehrkampf: 57. Platz
Boden: 19. Platz
Pferdsprung: 66. Platz
Stufenbarren: 63. Platz
Schwebebalken: 62. Platz
Mannschaftsmehrkampf: 8. Platz

- Kyōko Mano
Einzelmehrkampf: 65. Platz
Boden: 62. Platz
Pferdsprung: 53. Platz
Stufenbarren: 73. Platz
Schwebebalken: 58. Platz
Mannschaftsmehrkampf: 8. Platz

### Volleyball
Männer
- 4. Platz
Katsumi Oda
Katsutoshi Nekoda
Kenji Shimaoka
Mikiyasu Tanaka
Seiji Ōko
Shōichi Yanagimoto
Tadayoshi Yokota
Takashi Maruyama
Tetsuo Nishimoto
Tetsuo Satō
Yasunori Yasuda
Yoshihide Fukao

Frauen
- Gold 
Takako Iida
Mariko Okamoto
Echiko Maeda
Noriko Matsuda
Takako Shirai
Kiyomi Katō
Yūko Arakida
Katsuko Kanesaka
Mariko Yoshida
Shōko Takayanagi
Hiromi Yano
Juri Yokoyama

### Wasserspringen
Männer
- Yoshino Nishide
10 m Turmspringen: 16. Platz

Frauen
- Rikiko Yamanaka
3 m Kunstspringen: 18. Platz
10 m Turmspringen: 10. Platz

- Fusako Kakumaru
3 m Kunstspringen: 24. Platz
10 m Turmspringen: 15. Platz